# Mylapore
Mylapore (o Meliapor secondo la grafia portoghese), in tamil மயிலாப்பூர், era un'importante cittadina della Costa del Coromandel, oggi inglobata nella metropoli indiana di Chennai, di cui costituisce uno dei quartieri centrali.
L'etimologia di Mylapore viene fatta risalire al pavone (in tamil mayil), tradizionale veicolo del dio indù Murugan, figlio di Shiva. Il pavone è anche associato alla dea Parvati, moglie di Shiva, ed è inoltre possibile che pavoni selvatici vivessero un tempo nell'area circostante.
A Mylapore si trova oggi un importante tempio di Shiva, il tempio di Kapaleeswarar, le cui origini vengono fatte risalire all'epoca Pallava (circa VII secolo d.C.). Il tempio è nominato dai poeti Nayanar dell'epoca, che però lo collocano sulla riva del mare, mentre oggi si trova nettamente all'interno e presenta caratteri architettonici non più antichi del XVI secolo. Si pensa che il tempio originario sia stato distrutto dai Portoghesi o da altre cause e sia stato ricostruito più nell'interno.
Le prime indicazioni dell'esistenza di un centro abitato a Mylapore risalgono almeno al I secolo a.C. La tradizione cristiana vuole che san Tommaso Apostolo abbia ricevuto accoglienza dal sovrano di Mylapore e sia stato poi ucciso su una collina vicina, dove oggi sorge una basilica costruita dai Portoghesi nel 1523 e rifatta in stile neogotico nel 1896.
Dal 1523 al 1749, Mylapore fu colonia portoghese con il nome di São Tomé de Meliapore; solo per una ventina d'anni, dal 1662 al 1687, fu temporaneamente occupata dai Francesi. Nel 1749 passò sotto il controllo britannico e fu incorporata nella Presidenza di Madras, la città che si stava sviluppando pochi chilometri più a nord.